# Ионеску, Атанасия
Атанасия Ионеску (рум. Atanasia Ionescu, 19 марта 1935—1990) — румынская гимнастка, призёр Олимпийских игр. В результате замужества носила также фамилию Албу (рум. Albu).
Родилась в 1935 году в Плоешти. В 1958 году в составе команды стала обладательницей бронзовой медали чемпионата мира. В 1960 году на Олимпийских играх в Риме стала обладательницей бронзовой медали в составе команды. В 1964 году на Олимпийских играх в Токио разделила 6-е место с командой.